# تاريخ أيرلندا (1169–1536)

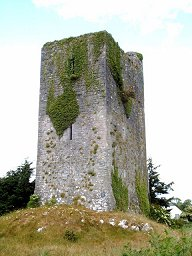

يغطي تاريخ أيرلندا من 1169-1536 الفترة من وصول الكامبرو-نورمان حتى عهد هنري الثاني ملك إنجلترا، الذي جعل ابنه الأمير جون، لورد أيرلندا. بعد غزوات النورمان في 1169 و1171، كانت أيرلندا تحت حكم متناوب من اللوردات النورمان وملك إنجلترا. شهدت أيرلندا سابقًا حربًا متقطعة بين ممالك المقاطعات على منصب الملك السامي. تغيير هذا الوضع بسبب تدخل المرتزقة النورمان في هذه الصراعات وتدخل التاج الإنجليزي لاحقًا. بعد غزوهم الناجح لإنجلترا، حوّل النورمان اهتمامهم إلى أيرلندا. أصبحت أيرلندا سيادة لملك إنجلترا واستولى البارونات النورمان على معظم أراضيها. مع مرور الوقت، تقلص حكم هيبرنو-نورمان إلى منطقة تعرف باسم البال، امتدت من دبلن إلى دوندالك. أصبح لوردات هيبرنو-نورمان في المناطق الأخرى من البلاد غاليين واندمجوا في المجتمع الغالي.

## المرسوم الباباوي وغزو هنري الثاني
أصدر البابا أدريان الرابع، البابا الإنجليزي الأول (والوحيد)، في أحد أعماله المبكرة، بالفعل مرسومًا باباويًا في عام 1155، معطيًا هنري السلطة لغزو أيرلندا كوسيلة للحد من الفساد والانتهاكات الكنسية. ولكن، أشارت بعض الاستخدمات المعاصرة إلى مرسوم لاودابليتير لأن نصه فرض السيادة البابوية ليس فقط على جزيرة أيرلندا ولكن على جميع الجزر قبالة الساحل الأوروبي، بما في ذلك بريطانيا، بموجب الهبة القسطنطينية. يقول النص ذو الصلة: «لا شك بالفعل، كما يدرك سموك أيضًا، بأن أيرلندا وجميع الجزر الأخرى التي أنارها المسيح شمس البر، والتي تلقت مذاهب الإيمان المسيحي، تنتمي إلى ولاية القديس بطرس والكنيسة الرومانية المقدسة». أصبحت الإشارات إلى لاودابليتير أكثر تكرارًا في فترة تيودور اللاحقة عندما أثارت أبحاث علماء النهضة الإنسانية الشكوك حول تاريخية الهبة القسطنطينية. كان النقاش أكاديميًا، بأنه في عام 1172، أقر وريث أدريان، البابا ألكسندر الثالث، سيادة أيرلندا للملك هنري، دون تسميته ملكًا على أيرلندا.
هبط هنري مع أسطول كبير في وترفورد عام 1171، ليصبح أول ملك إنجليزي تطأ قدمه الأراضي الأيرلندية. أُعلنت كل من وترفورد ودبلن مدينتين ملكيتين. منح هنري الأراضي الأيرلندية لابنه الأصغر جون مع لقب دومينوس هيبرنياي (لورد أيرلندا). عندما ورث جون أخاه بشكل غير متوقع ليصبح الملك جون، سقطت «سيادة أيرلندا» مباشرةً تحت التاج الإنجليزي.
اعترف معظم الملوك الأيرلنديين بهنري بسعادة، ربما رأوا فيه فرصة لكبح توسع كل من لينستر وهيبرنو-نورمان. من غير الواضح إن كانوا قد رأوه كملك جديد وسيغيب قريبًا، أو فهموا التزامات الإقطاعية. أدى ذلك إلى إبرام معاهدة وندسور (1175) بين هنري وروري. ولكن، ومع وفاة كل من ديارميد وسترونغبو (في 1171 و1176)، عاد هنري إلى إنجلترا لم يستطع روري كبح  توابعه الاسميين، وفي غضون عامين لم يكن يستحق الرق الذي سُجل اسمه عليه. غزا جون دي كورسي واكتسب معظم شرق أولستر في عام 1177، واستولى ريمون فيتزجيرالد (المعروف أيضًا باسم ريموند لو غرو) بالفعل على ليمريك ومعظم شمال مونستر، بينما عملت العائلات النورمانية الأخرى مثل بريندرغاست، فيتز ستيفن، فيتز جيرالد، فيتز هنري، دي ريدلسفورد، دي كوغان ولا باور بنشاط لاقتطاع ممالك افتراضية لنفسها.

## الأثر القصير الأجل للغزو
ما حدث في النهاية في أيرلندا في أواخر القرن الثاني عشر وأوائل القرن الثالث عشر كان تغييرًا من اكتساب السيادة على الرجال إلى استعمار الأرض. أدى غزو كامبرو نورمان إلى إنشاء مدن بلدات مسورة والعديد من القلاع والكنائس واستيراد المستأجرين وزيادة الزراعة والتجارة؛ كانت هذه من بين التغييرات العديدة الدائمة التي أحدثها الغزو النورماني واحتلال أيرلندا. عدل النورمان المجتمع الغالي باستخدام فعال للأراضي، وأدخل الإقطاعية إلى نظام تقاسم المحاصيل القائم بين السلالات القبلية المحلية. لم تنتشر الإقطاعية في أجزاء كبيرة من أيرلندا، لكنها كانت محاولة لإدخال المدفوعات النقدية في الزراعة، والتي كانت تعتمد بالكامل على المقايضة. اعتمد بعض النورمان الذين عاشوا أبعد من دبلن والساحل الشرقي اللغة والعادات الأيرلندية، وتزاوجوا وأصبح الأيرلنديون أنفسهم أيضًا «نورمانديين» بشكل نهائي. يحمل العديد من الشعب الأيرلندي اليوم ألقابًا مشتقة من النورمان مثل بورك وروش وباور، وهي أكثر انتشارًا في مقاطعات لينستر ومونستر، حيث كان هناك تواجد نورماندي أكبر.
أُدخل نظام المقاطعات منذ عام 1297، رغم أن آخر مقاطعات أيرلندا لم تصبح مقاطعة (شاير) حتى عام 1610. كما هو الحال في إنجلترا، مزج النورمان بين المقاطعة الأوروبية القارية والشاير الإنجليزي، إذ كان كبير منفذي القانون للملك يدعى شاير-ريف (شريف). ربما كانت المدن أكبر إسهامات النورمان. بدءًا من دبلن عام 1192، أُصدرت مواثيق ملكية لتعزيز التجارة وإعطاء حقوق إضافية لسكان المدينة.
حاولت الكنيسة تركيز التجمعات على الأبرشية والأسقفية، وليس على الأديرة كما كانت سابقًا، وبُنيت مئات الكنائس الجديدة في 1172-1348. جرت أول المحاولة لتسجيل ثروة أيرلندا على مستوى الأبرشية في سجلات الضرائب البابوية لعام 1303 (المكافئ الأيرلندي لكتاب دوميزدي)، والتي كانت مطلوبة لتطبيق نظام العشور الجديد. وانحصر القانون الكنسي العادي في المناطق الخاضعة للسيطرة النورمانية المركزية.
استمر النظام القانوني الأيرلندي التقليدي، «قانون بريون»، في مناطق خارج نطاق السيطرة المركزية، لكن أدخل النورمان إصلاحات هنري الثاني بما في ذلك مفاهيم جديدة مثل سجون المجرمين. كان نظام بريون نموذجيًا للأنظمة العرفية الأخرى في شمال أوروبا وتطلب دفع المجرم وعائلته غرامات، واعتمد المبلغ على وضع الضحية.
رغم أن التأثير السياسي للنورمان كان كبيرًا، كان غير مرتب وغير موحد، وعنت الضغوط على السيادة في 1315–48 أن السيطرة الفعلية على معظم أيرلندا فلتت من قبضتهم لأكثر من قرنين.

## سيادة أيرلندا
سيطر النورمان في البداية على مساحات شاسعة من أيرلندا، مؤمنين الساحل الشرقي بأكمله، من وترفورد إلى شرق أولستر واخترقوها حتى أقصى الغرب مثل غاليم (غالواي) وموي إو(مايو). كانت أهم القوى في الأرض إيرلات هيبرنو-نورمان العظمى مثل جيرالدينز وبتلرز ودي بورغس (بيركس)، الذين سيطروا على مناطق شاسعة كانت مستقلة تقريبًا عن الحكومات في دبلن أو لندن. كان لورد أيرلندا هو الملك جون، الذي ساعد في زياراته في 1185 و1210 على تأمين مناطق النورمان من الناحية العسكرية والإدارية، مع ضمان انضمام العديد من الملوك الأيرلنديين إلى ولائه، وكان العديد منهم، مثل كاثل كروبديريغ أو كونكوبير، مدينون له ولجيوشه بعروشهم.
كان النورمان محظوظين أيضًا بامتلاكهم قادة من مستوى عائلات بتلر، ومارشال، ودي ليفيت (ليفت)، ودي برغ، ودي لاسي ودي براوز، بالإضافة إلى وجود رؤساء نشطين من العائلات الأولى. كان هناك عامل آخر، وهو أنه بعد خسارة نورماندي في عام 1204، كان لدى جون وقت أطول لتكريس نفسه للشؤون الأيرلندية، وقام بذلك بشكل فعال حتى من بعيد.